# رايموند ويلت
رايموند ويلت هو سياسي أمريكي، ولد في 5 ديسمبر 1907، وتوفي في 24 أبريل 1978 في بيتسبرغ في الولايات المتحدة. نشط حزبياً في الحزب الجمهوري. وقد انتخب عضو مجلس نواب بنسيلفانيا ‏.